# برت کروژر
ناخدا برت کروژر (به انگلیسی: Brett Crozier) (زاده ۲۴ فوریه، ۱۹۷۰) افسر نیروی دریایی ایالات متحده آمریکا است. او تا زمان برکناری اش در سمت ناخدای ناو هواپیمابر رزولت بود.

## اوایل زندگی و تحصیلات
برت الیوت کروژر . در سانتا روزا, کالیفرنیا بزرگ شد. وی از دبیرستان سانتاروزا در سال ۱۹۸۸ فارغ التحصیل شد و سپس وارد آکادمی نیروی دریایی آمریکا شد. و در سال ۱۹۹۲ از آکادمی فارغ التحصیل شد. وی مدرک کارشناسی ارشد خود در رشته امنیت ملی و مطالعات استراتژیک را از کالج جنگی نیروی دریایی در سال ۲۰۰۷ دریافت و در سال ۲۰۱۴ مدرسه انرژی هسته ای را به اتمام رساند.

## شیوعکووید ۱۹در ناو روزولت
کروژر، این ناو که در ساحل جزیره گوام پهلو گرفته، در نامه‌ای به سران نیروی دریایی آمریکا هشدار داده بود که ویروس کرونا در حال شیوع دراین ناو است و خواستار قرنطینه نیروهایش و درمان مبتلاشدگان در خشکی شده بود. این درخواست برآورده شد ولی توماس مادلی، سرپرست وقت وزارت نیروی دریایی آمریکا، ناخدا را که خودش هم مبتلا به کرونا شده بود، از سمتش برکنار کرد.